# Vaie
Vaie (piemontiul és okcitánul: Vaje vagy Vàjes, franciául: Vaye)  1349 lakost számláló település Torino megyében.
A Susa-völgyben fekszik, és a Susa- és Sangone-völgyi Hegyi Közösség tagja.
A neve 1936-ig Vayes volt, ám tekintettel annak franciás hangzására a fasiszta rezsim azt Vaie-ra olaszosította.

## Történelem
Az évszázadok során ismert volt mint Vaga, Vaionaces, Vadium, Vayes, Vaie. 1000-ig részben a Sacra di San Michele Apátság dominanciája alatt állt.

## Látnivalók
- Santa Margherita templom

## Fordítás
- Ez a szócikk részben vagy egészben  a   Vaie című olasz Wikipédia-szócikk fordításán alapul.  Az eredeti cikk szerkesztőit annak laptörténete sorolja fel. Ez a jelzés csupán a megfogalmazás eredetét és a szerzői jogokat jelzi, nem szolgál a cikkben szereplő információk forrásmegjelöléseként.